# Folkereisning mot krig
Folkereisning mot krig (FMK) er en norsk pasifistisk organisation. Den blev stiftet i 1937 af Olaf Kullmann og Lilly Weber, som norsk sektion af War Resisters' International.
FMK udgiver tidsskriftet Ikkevold, som startede med at udkomme i 1968.

## Links
- FMKs hjemmeside Arkiveret 28. september 2007 hos  Wayback Machine